# La Neuville-aux-Joûtes
La Neuville-aux-Joûtes é uma comuna francesa na região administrativa de Grande Leste, no departamento das Ardenas. Estende-se por uma área de 13,17 km². Em 2010 a comuna tinha 366 habitantes (densidade: 27,8 hab./km²).